# رکسانا آنگل
رکسانا آنگل (رومانیایی: Roxana Anghel؛ زادهٔ ۱ ژانویهٔ ۱۹۹۸) قایقران روئینگ اهل رومانی است.
وی در مسابقات کشوری و بین‌المللی در مجموع برندهٔ ۶ مدال طلا، ۱ مدال نقره، ۱ مدال برنز شده است.